# Étui à aiguilles
Pour les articles homonymes, voir étui.

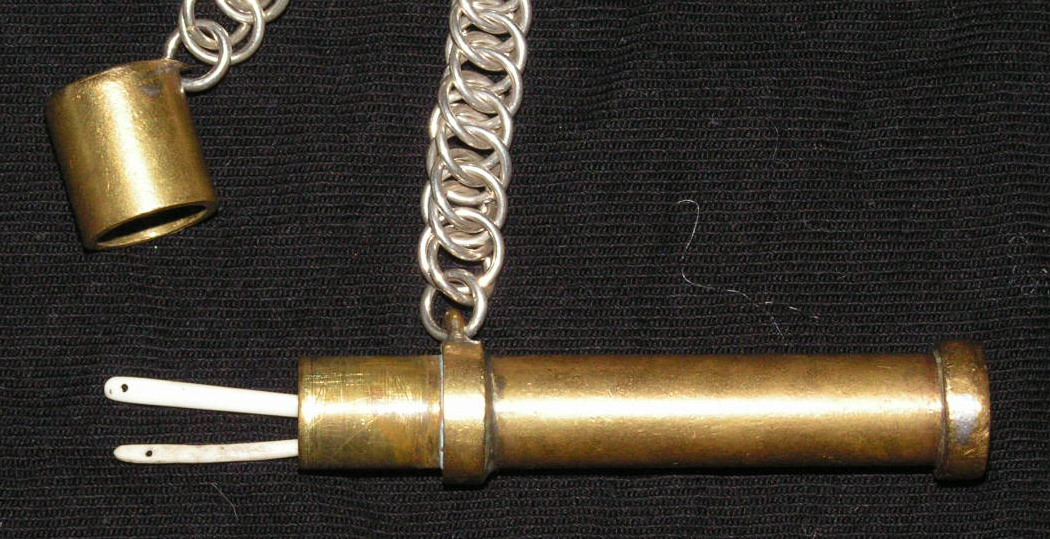
Réplique d'un étui à aiguilles viking trouvé à Staraïa Ladoga

Un étui à aiguilles, une boîte à aiguilles ou un porte-aiguilles est un petit support, souvent décoratif, pour les aiguilles à coudre. Les premiers étuis à aiguilles étaient généralement de petits récipients tubulaires en os, en bois ou en bronze avec des bouchons étanches, souvent conçus pour être suspendus à une ceinture. Les étuis à aiguilles sont généralement l'un des outils attachés à une châtelaine,. Aujourd'hui, les supports à aiguilles ont des formes variées.

## Histoire
Les premières aiguilles à coudre étaient des objets précieux qui se perdaient facilement. Les étuis à aiguilles étaient une nécessité pour conserver ces objets fragiles, et ils se retrouvent dans des cultures du monde entier. Des étuis à aiguilles tubulaires en bronze sont fréquemment trouvés sur les sites de l'Âge des Vikings en Europe. Des étuis à aiguilles en canne ont été trouvés dans une tombe de Cerro Azul, au Pérou, datée de 1000 à 1470 après J.-C. Des étuis à aiguilles en os, en cuir et en métal ont été trouvés dans la Londres médiévale, et des étuis à aiguilles en os ou en ivoire ont été fabriqués par les Inuits, tandis que les Lapons pouvaient en avoir en laiton ou en bois de renne. Les étuis à aiguilles en os et en ivoire étaient également populaires en Amérique au XVIIIe siècle.
Les confections élaborées de travaux d'aiguille, comme le porte-aiguilles en forme de grenouille du Musée d'Art du comté de Los Angeles, sont apparues au XVIe siècle. Les étuis à aiguilles en argent et en laiton lourdement décorés sont typiques de l'époque victorienne.
Entre 1869 et 1887, W. W. Avery & Son, une manufacture d'aiguilles anglaise, a produit une série de boîtes à aiguilles figuratives en laiton, qui sont aujourd'hui très recherchées. La domination d'Avery sur ce marché était telle que tous les étuis à aiguilles victoriens similaires en laiton sont appelés « Averys ».

## Galerie

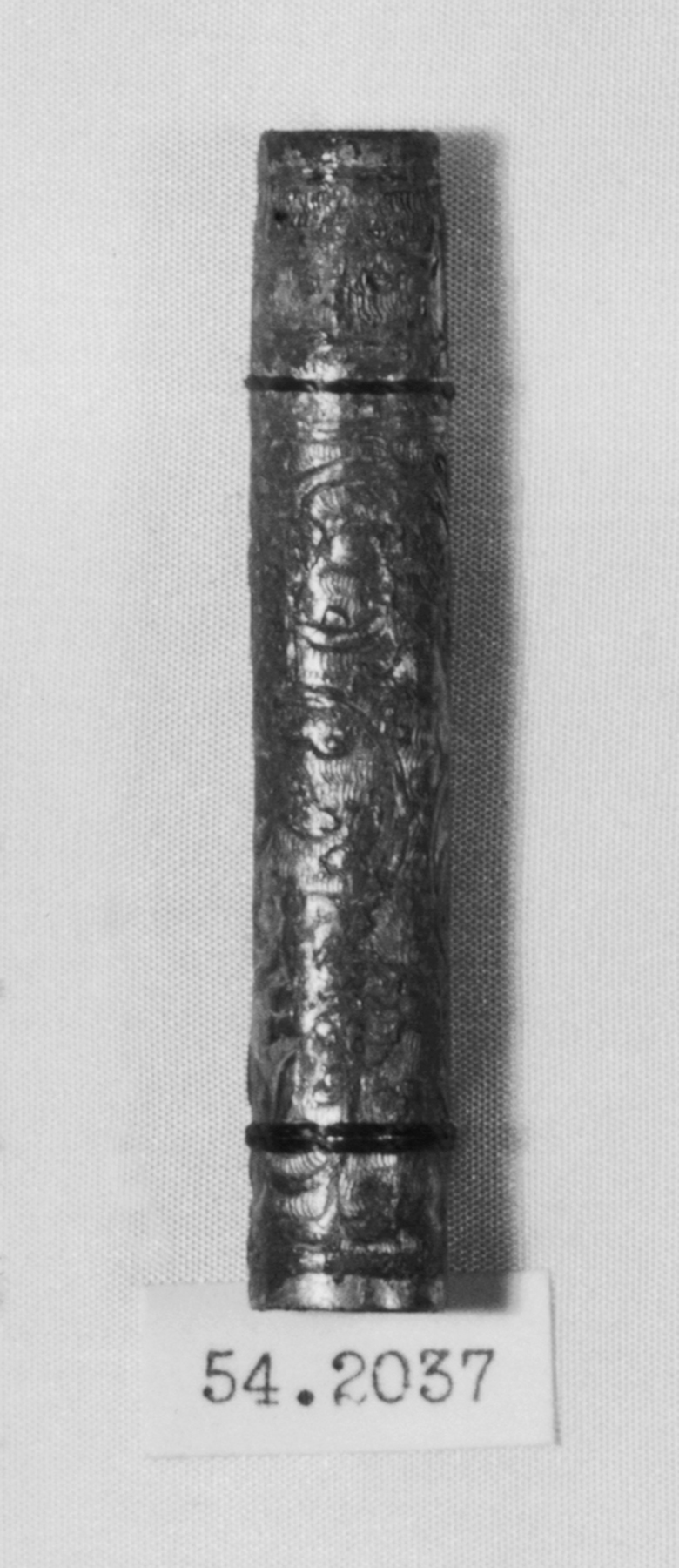
Étui à aiguilles coréenne du Xe siècle (Koryo)
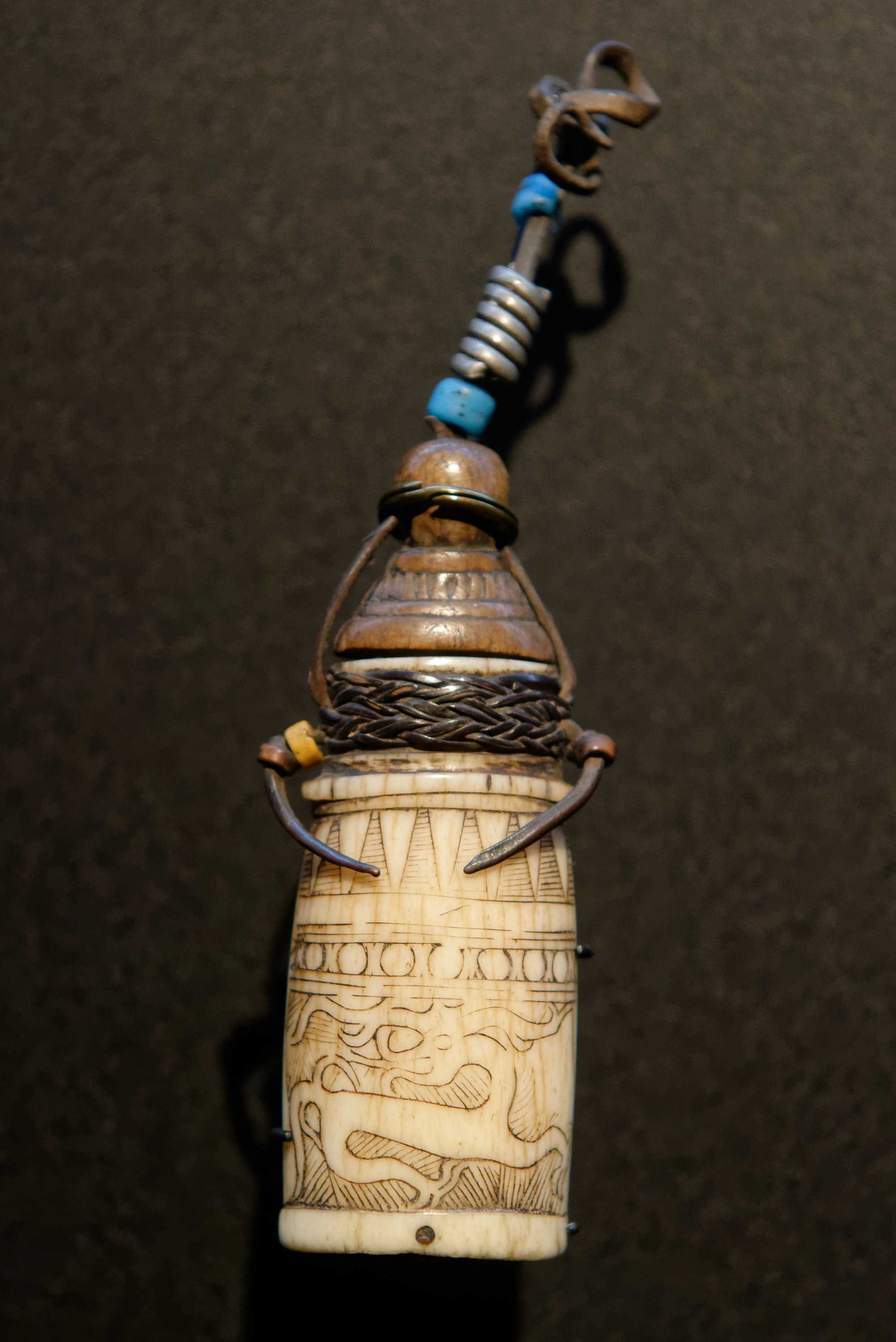
Petit accessoire de ceinture : étui à aiguilles. Peuple nivkh ou évenk, bassin du fleuve Amour
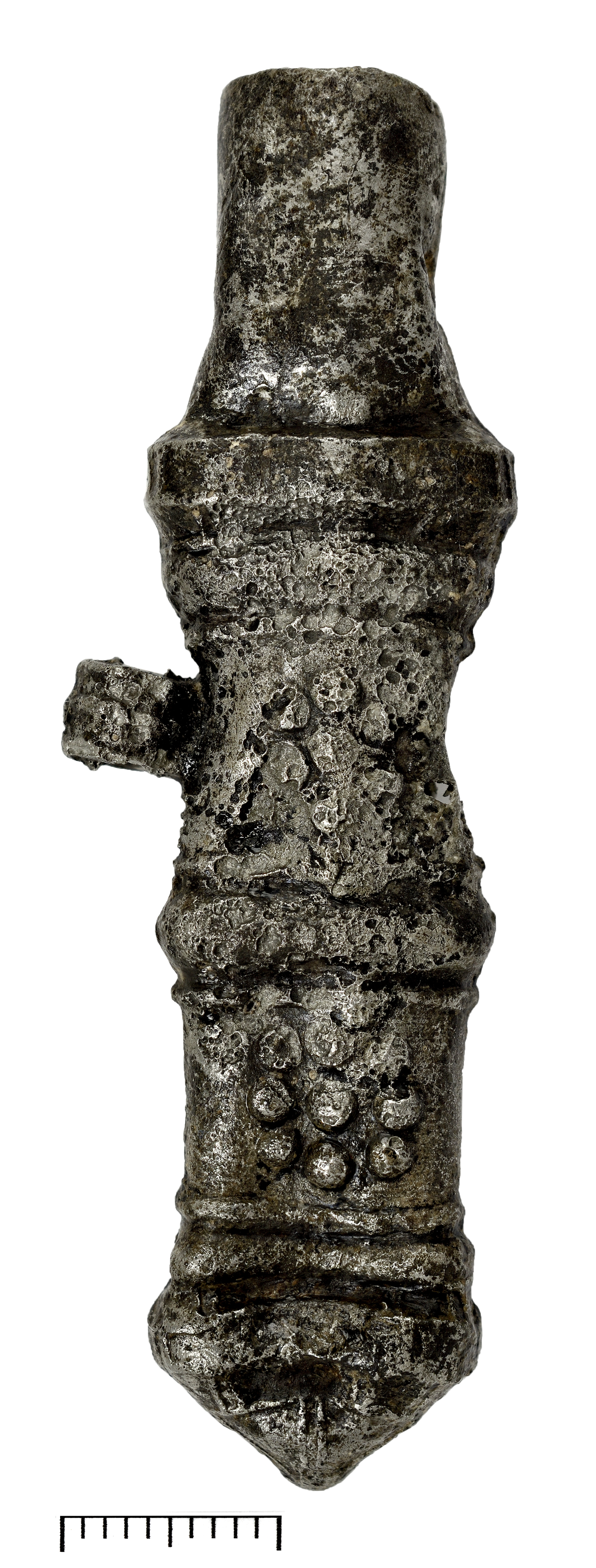
Étui à aiguille en argent, fin du Moyen Âge, lieu de découverte : Bruges
Étui à aiguilles. Bois peint, montures dorées. France, XVIIIe siècle
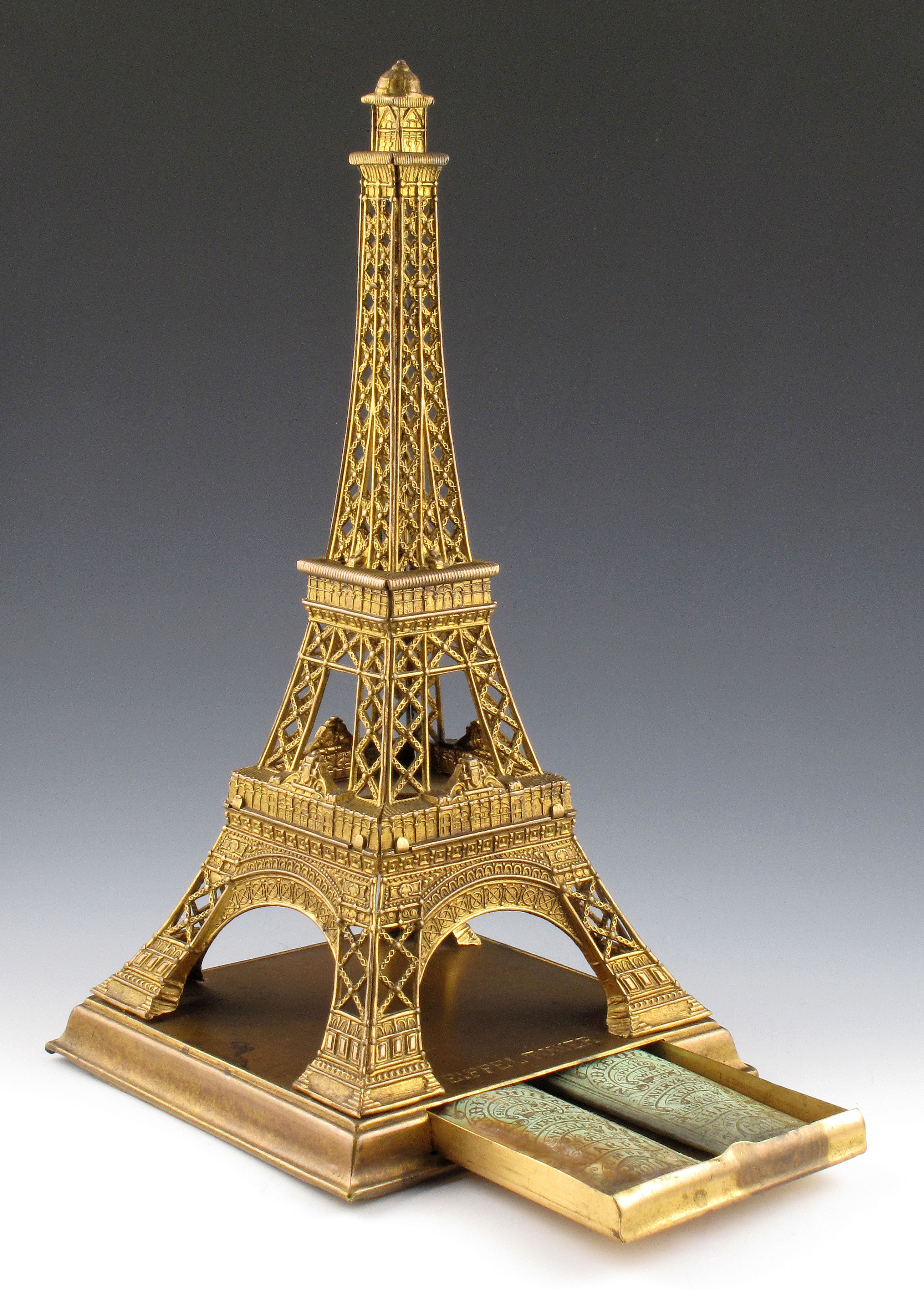
Étui à aiguilles en forme de tour Eiffel de W. Avery & Son

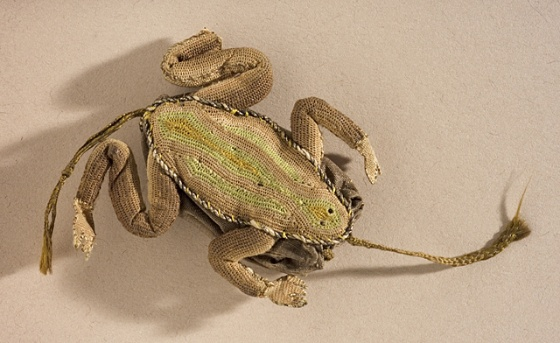
Porte-aiguilles en forme de grenouille. Angleterre, XVIIe siècle
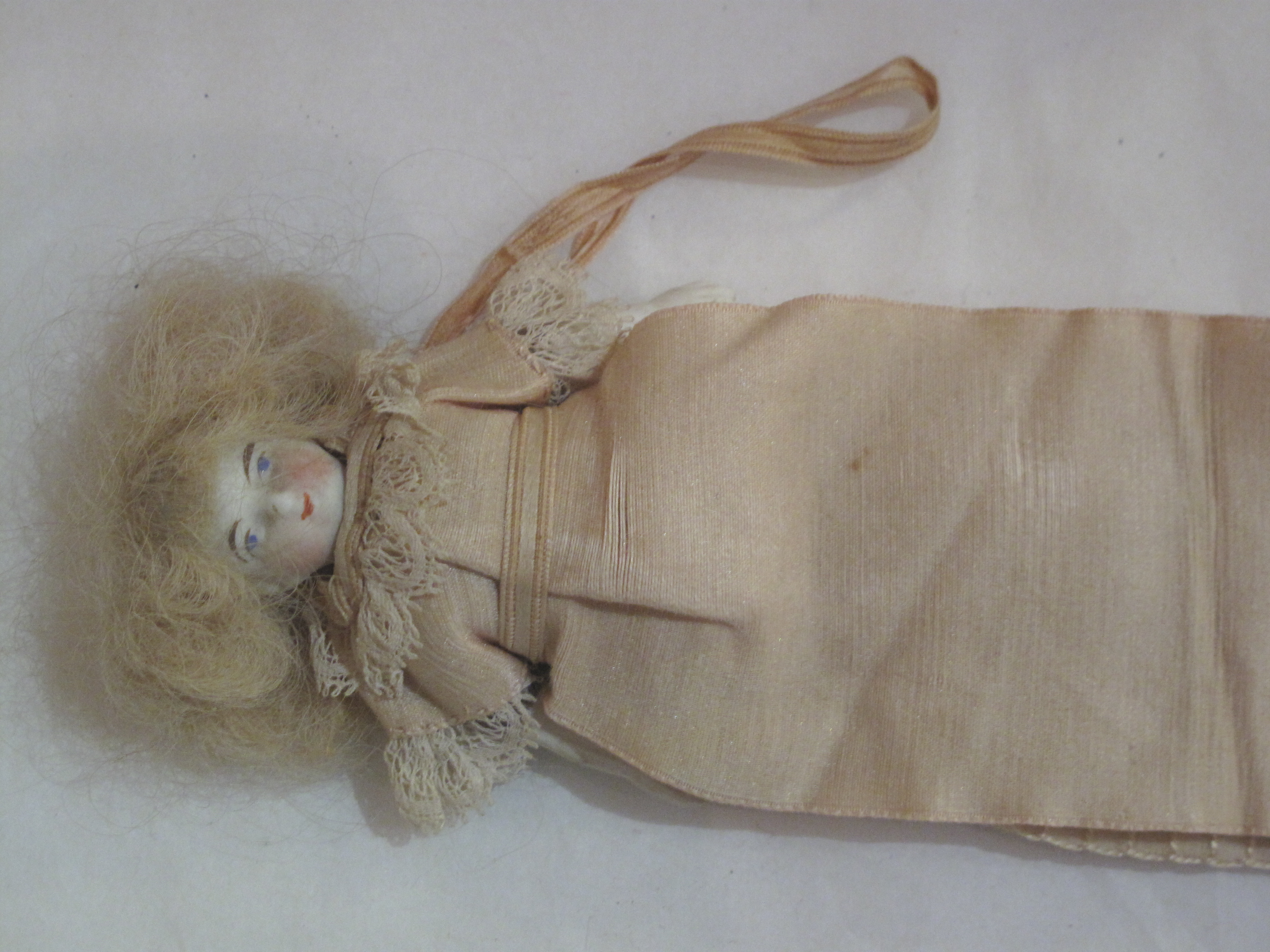
Porte-aiguilles ; en forme de petite poupée dont la robe forme un porte-aiguilles
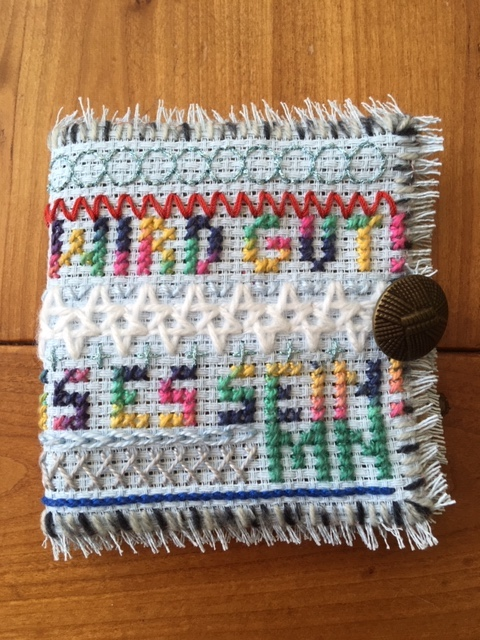
Porte-aiguilles avec un texte brodé au point de croix
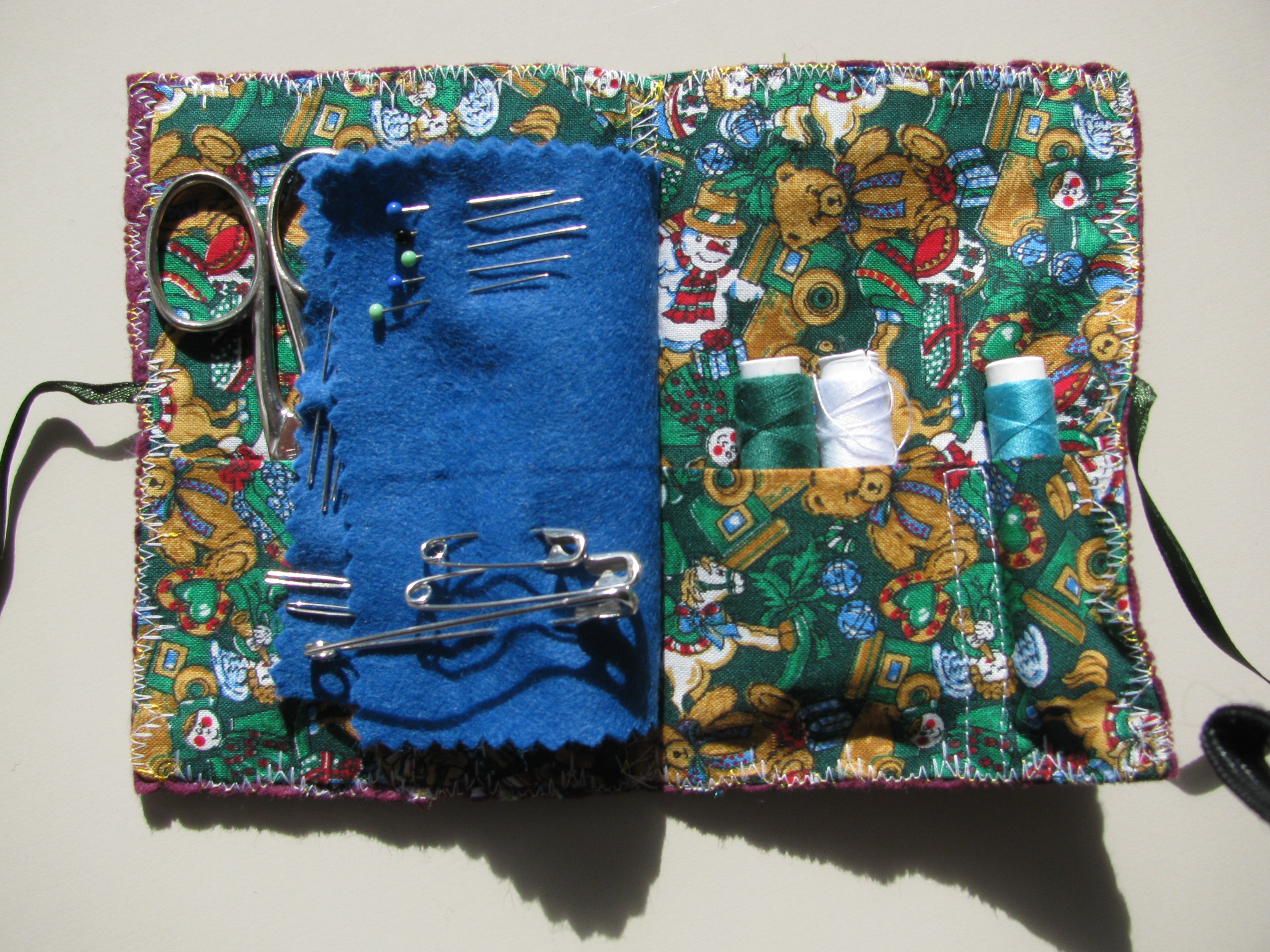
Intérieur d'un nécessaire de couture
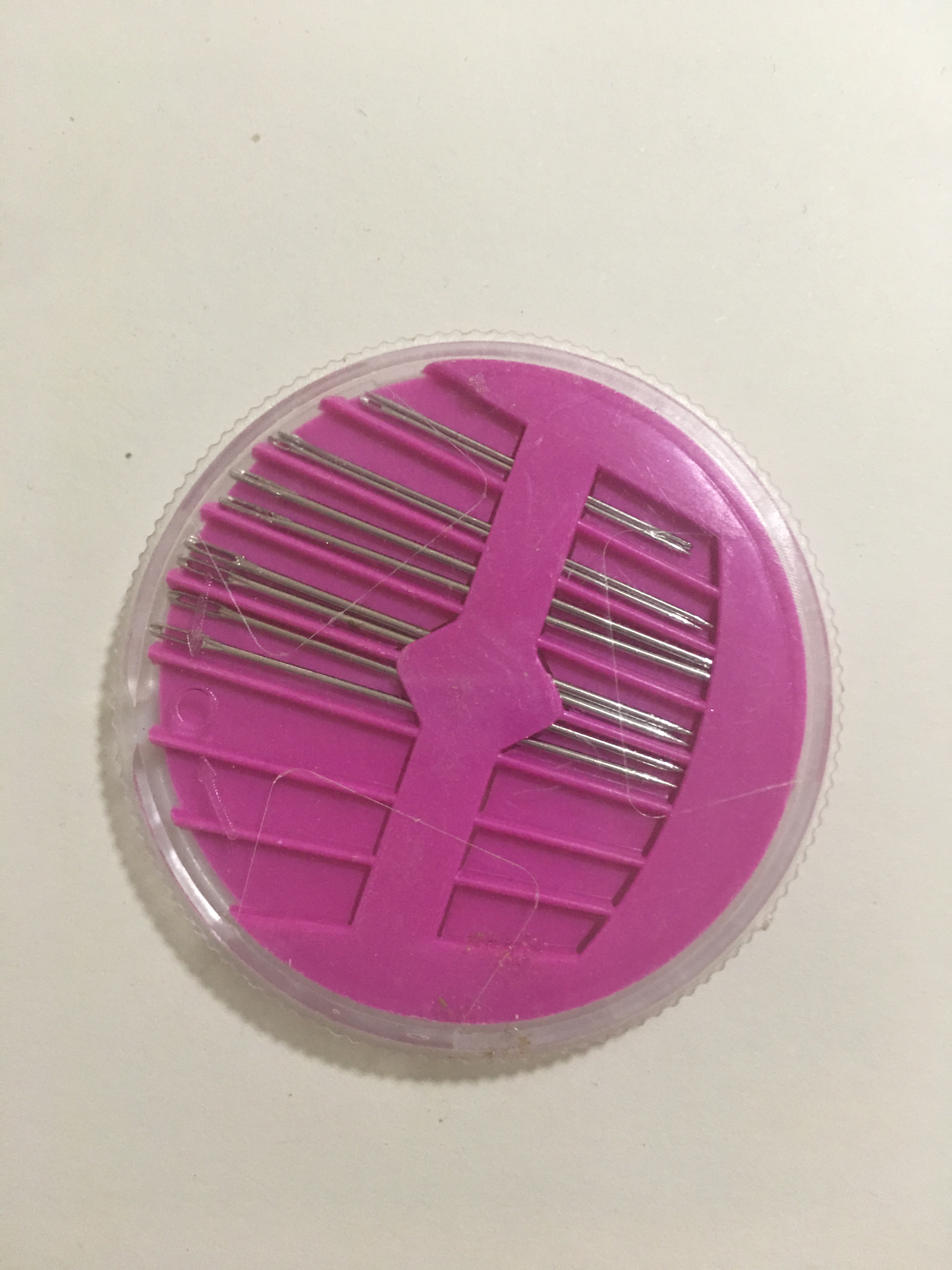
Boîte à aiguilles contemporaine